# Капфенберг
Капфенберг (нім. Kapfenberg) — третє за значенням місто у федеральній землі Штирія (Австрія), що розташоване недалеко від адміністративного центра Брук-ан-дер-Мур. Населення станом на 2018 рік становить 22 798 чоловік. Площа 280 км 2.

## Економіка
Головним роботодавцем у місті є відомий виробник сталі Böhler.

## Динаміка населення
| Рік  | Населення |
| ---- | --------- |
| 1810 | 3.034     |
| 1910 | 10.335    |
| 1934 | 11.098    |
| 1945 | 20.952    |
| 1955 | 24.533    |
| 1965 | 26.338    |
| 1975 | 26.880    |
| 1985 | 26.697    |
| 1995 | 24.712    |
| 2005 | 23.559    |
| 2011 | 23.440    |
| 2018 | 22.798    |

## Пам'ятки
Поруч з містом знаходиться Замок Оберкампфенберґ.

## Спорт
У місті базується футбольний клуб «Капфенберг». У місті є також плавальний комплекс.
У 1970 році в Капфенберзі відбувся командний чемпіонат Європи з шахів, який виграла збірна СРСР.

## Відомі люди
- Грегор Баумгартнер — австрійський хокеїст.
- Давід Шуллер — австрійський хокеїст.